# Piet Mondrian
Piet Mondrian (nume la naștere Pieter Cornelis Mondriaan, n. 7 martie 1872, Amersfoort⁠(d), Utrecht, Țările de Jos – d. 1 februarie 1944, New York City, New York, SUA) a fost un pictor neerlandez care a avut importante contribuții  la mișcarea artistică de Stijl, fondată de Theo van Doesburg. Deși bine cunoscute, des parodiate și chiar trivializate, picturile lui Mondrian arată o complexitate mult mai adâncă decât simplitatea lor aparentă. Picturile netradiționale pentru care este cel mai bine cunoscut, alcătuite din forme rectangulare roșii, galbene, albastre și negre, separate de linii groase, negre, sunt de fapt rezultatul unei evoluții artistice care s-a întâmplat în cursul a aproape 30 de ani și care a continuat până la sfârșitul vieții lui Mondrian.

## Țările de Jos: 1872-1912

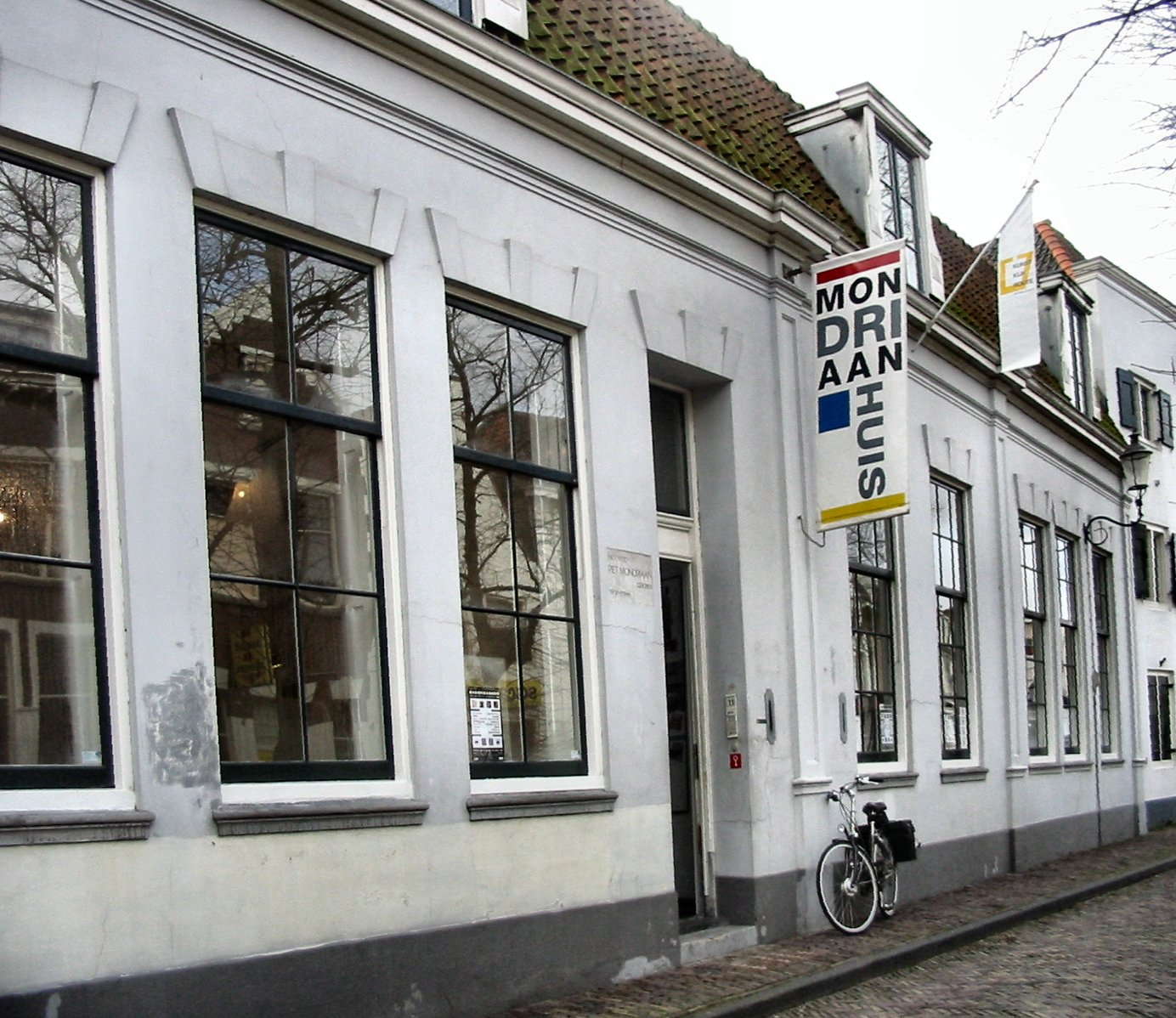
Casa de naștere lui Mondrian în Amersfoort, acum transformată în muzeu dedicat artistului

Născut în Amersfoort în Țările de Jos, sub numele Pieter Cornelis Mondriaan, a devenit învățător după ce a terminat școala. În timpul liber picta. Majoritatea lucrărilor lui din acest timp sunt naturaliste și chiar impresioniste, consistând din picturi naturale a peisajului neerlandez. Mulți critici de artă susțin că picturile lui Mondrian din această perioadă au fost influențate semnificativ de pointilism și de culorile adânci ale fauvismului.
Multe lucrări din această perioadă se pot găsi la Gemeentemuseum în Haga, incluzând picturi post-impresioniste precum Moara Roșie și Pomi în Lumina Lunii. O lucrare semnificativă a acestei perioade este Avond (Seara), care ilustrează niște căpițe la apusul soarelui și este pictată aproape în întregime dintr-o paletă formată din roșu, galben și albastru. Deși această pictură nu este în nici un fel abstractă, Avond este prima din lucrările lui Mondrian în care se utilizează culorile primare.
Primele picturi ale lui Mondrian care se apropie de forme abstracte sunt o serie de canevasuri din 1905 până în 1908, care arată peisaje întunecate cu și case indistincte, cu reflecții în apă care le face să apară ca niște pete de cerneală, în stilul testelor Rorschach.
Arta lui Mondrian a fost întotdeauna în mod apropiat legată de studiile sale spirituale și filosofice. În 1908, a devenit interesat în mișcarea teosofică lansată de Helena Petrovna Blavatsky. Blavatsky a crezut că este posibil să se obțină o cunoaștere a naturii mai profundă decât cea obținută prin forme empirice, și multe lucrări ale lui Mondrian au fost inspirate de căutarea sa pentru cunoștință spirituală.
Mondrian și lucrările lui mai târzii au fost adânc influențate de expoziția de cubism Moderne Kunstring, organizată în Amsterdam în 1911. Căutarea lui pentru simplificarea formei se poate vedea în cele două versiuni a picturii sale, Stilleven met gemberpot. Versiunea din 1911 este cubistă, iar cea din 1912 este redusă la forme rotunjite cu triunghiuri și dreptunghiuri.

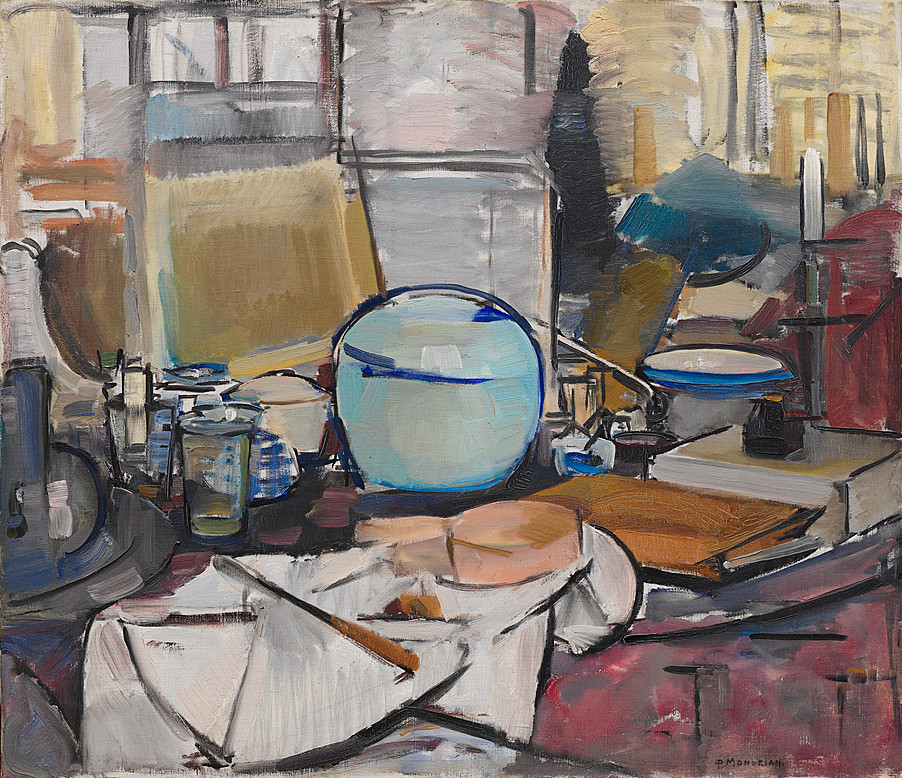
Stilleven met gemberpot din 1911
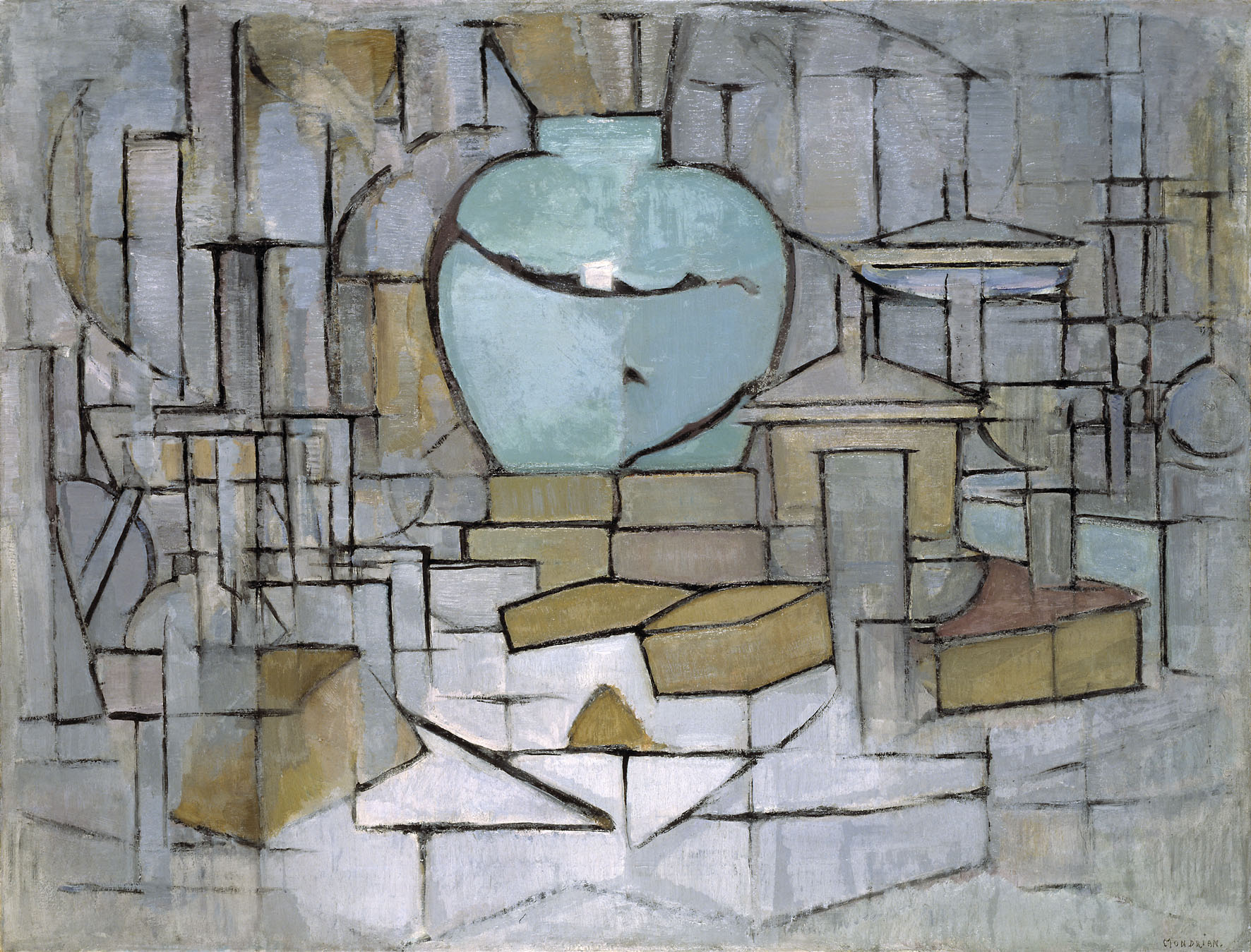
Stilleven met gemberpot din 1912

## Paris: 1912-1914
În 1912, Mondrian s-a mutat la Paris și și-a schimbat numele de la Pieter Mondriaan la Piet Mondrian, semnându-și lucrările cu noul nume. Se zice că și-a schimbat numele ca să fie mai ușor acceptat în lumea artelor franceză și ca să reprezinte simbolic mutarea sa din Țările de Jos, atunci considerate nedezvoltate în lumea artelor. La Paris, Mondrian a fost influențat de cubismul lui Picasso și Braque, fapt care apare imediat în lucrările lui din această perioadă. Picturi ca Marea (1912) și diversele reprezentări ale copacilor mențin o măsură de reprezentare naturală, dar sunt din ce în ce mai dominate de formele geometrice găsite în lucrările cubiste.

## Țările de Jos: 1914-1919

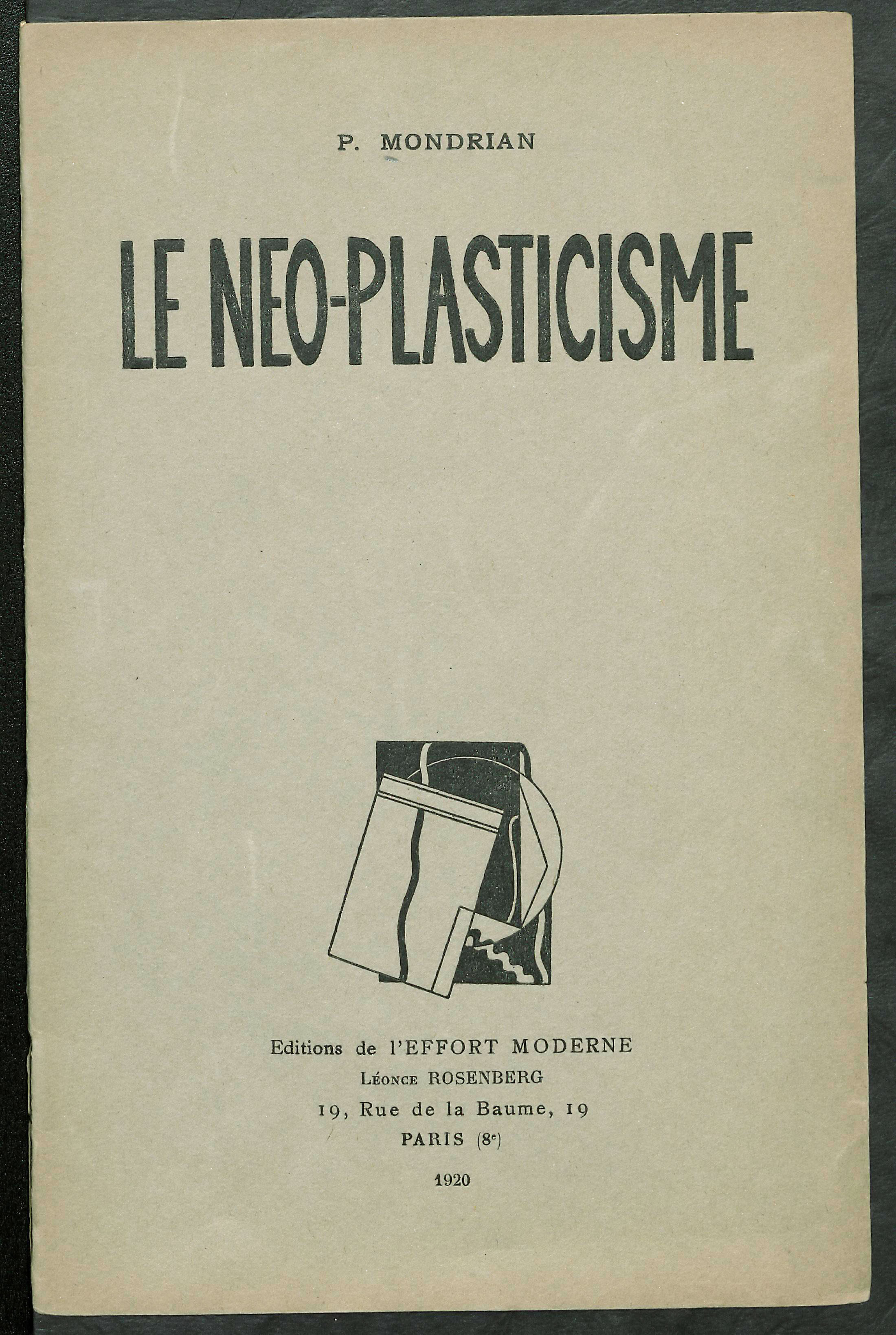
Cartea Le Neo-Plasticisme (Neoplasticismul) de Piet Mondrian (1920)

Spre deosebire de cubiști, Mondrian încerca șă își împace pictura sa cu filosofiile sale spiritualitate, și în 1913 a început să își combine arta cu studiile teosofice, formând o teorie care a reprezentat ruptura finală de la pictura sa reprezentațională. Primul Război Mondial a început între timp ce Mondrian era în vizită acasă, și artistul a fost forțat să rămână în Țările de Jos până la terminarea războiului. În această perioadă, Mondrian a stat la colonia de artiști din Laren, unde s-a întâlnit cu Bart van de Leck și Theo van Doesburg, ambii artiști progresând spre reprezentație abstractă. Folosința lui van der Leck a culorilor primare a avut o influență semnificativă asupra lui Mondrian. Cu Theo van Doesburg, Mondrian a fundat revista De Stijl (Stilul în neerlandeză), în care a publicat primele sale eseuri despre teoria sa, care a numit-o neoplasticism.
Mondrian a publicat, de asemenea, De Nieuwe Beelding in de Schilderkunst (Noul Plastic în Pictură) în douăsprezece serii în 1917 și 1918. Aceasta a fost prima exprimare semnificativă în scris a teoriei artistice a lui Mondrian. Totuși, cea mai bună și des-citată expresie a acestei teorii vine de la o scrisoare care a trimis-o Mondrian lui H. P. Bremmer în 1914:
"Eu construiesc linii și combinații de culori pe suprafețe plate, ca să exprim frumusețea generală cu conștiență maximă. Natura (sau ceea ce văd) mă inspiră și mă pune, ca orice alt pictor, într-o stare emoțională, facilitând venirea unei dorințe puternice care mă îndeamnă să fac ceva, dar veau să ajung cât de aproape e posibil de adevăr și să fac totul abstract de la acel punct, până când ajung la fundația (încă tot o fundație externă!) lucrurilor.
Eu cred că este posibil ca, prin liniile orizontale și verticale construite cu conștiență, dar nu cu calculare, îndrumate de înalta intuiție și aduse la armonie și ritm, aceste forme de bază a frumuseții, suplimentate dacă este necesar cu alte linii sau curbe directe, pot să devină o lucrare de artă, atât puternică cât și adevărată."

## Paris: 1919-1938

Compoziție cu roșu, galben și albastru (1921) de Piet Mondrian

Când s-a terminat războiul în 1919, Mondrian s-a întors în Franța, unde a rămas până în 1938. Arta sa a înflorit în contextul inovației artistice care a luat loc în Paris după război. Mondrian a beneficiat de libertatea intelectuală a timpurilor ca să adopte un stil de artă pură abstractă, un stil care l-a menținut pentru toată viața după acest punct. Mondrian a început să producă picturi aliniate după niște "grilaje" negre în 1919, și, în 1920, stilul pentru care este recunoscut astăzi a început să apară.
În primele picturi ale acestei perioade, ca și Compoziția A (1920) și Compoziția B (1920), liniile care deliniază formele dreptunghiulare sunt relativ înguste și sunt gri, nu negre. În plus, liniile tind să se decoloreze (adică, culoarea lor progresează spre alb) spre marginile canevasului. Formele geometrice sunt mai mici și mai numeroase decât în picturile mai târzii și există mai puțin spațiu alb pe canevas.
Începând cu sfârșitul anului 1920 și începutul anului 1921, picturile lui Mondrian au ajuns la ce se poate vedea ca formă definitivă și matură a stilului său. Formele geometrice sunt, în aceste picturi, separate de linii groase negre. Dreptunghiurile sunt mai mari și mai puține la număr, și există mai puțin spațiu colorat, și mai mult loc alb pe canevas.
În picturile sale din 1921 un număr semnificativ al liniilor negre tind să se oprească înaintea marginii canevasului. În următorii ani Mondrian a început să extindă toate liniile la marginile canevasului și a început să folosească tot mai puține forme colorate, înlocuindu-le cu spațiu alb.
Aceste tendințe sunt cele mai evidente în picturile sale în formă de romb, pe care Mondrian a început să le producă cu frecvență la mijlocul anilor 1920. Aceste picturi sunt canevasuri pătrate întoarse la un unghi de 45°, formând un romb. Cea mai tipică lucrare din această serie este Schilderij Nr. 1: Romb cu două linii și albastru (1926), cunoscută și ca Compoziție cu albastru sau Compoziție în alb și albastru, care este la ora actuală la Muzeul de Artă din Philadelphia (SUA). Acesta este printre cele mai simple și minimaliste a picturilor lui Mondrian, fiind constituit doar din două linii negre perpendiculare și o formă mică triunghiulară, colorată albastră. Liniile se extind până la marginea canevasului, creând impresia că pictura este un fragment al unei lucrări mai mari.
Cu trecerea anilor, liniile au început să aibă prioritate față de formele geometrice în picturile sale. Spre sfârșitul anilor 1930, Mondrian a început să folosească linii mai înguste sau linii duble cu mai multă frecvență, iar formele geometrice au devenit din ce în ce mai mici. Liniile duble i-au plăcut în special lui Mondrian, pentru că a crezut că ele dau picturilor un dinamism nou pe care artistul a fost nerăbdător să îl examineze.

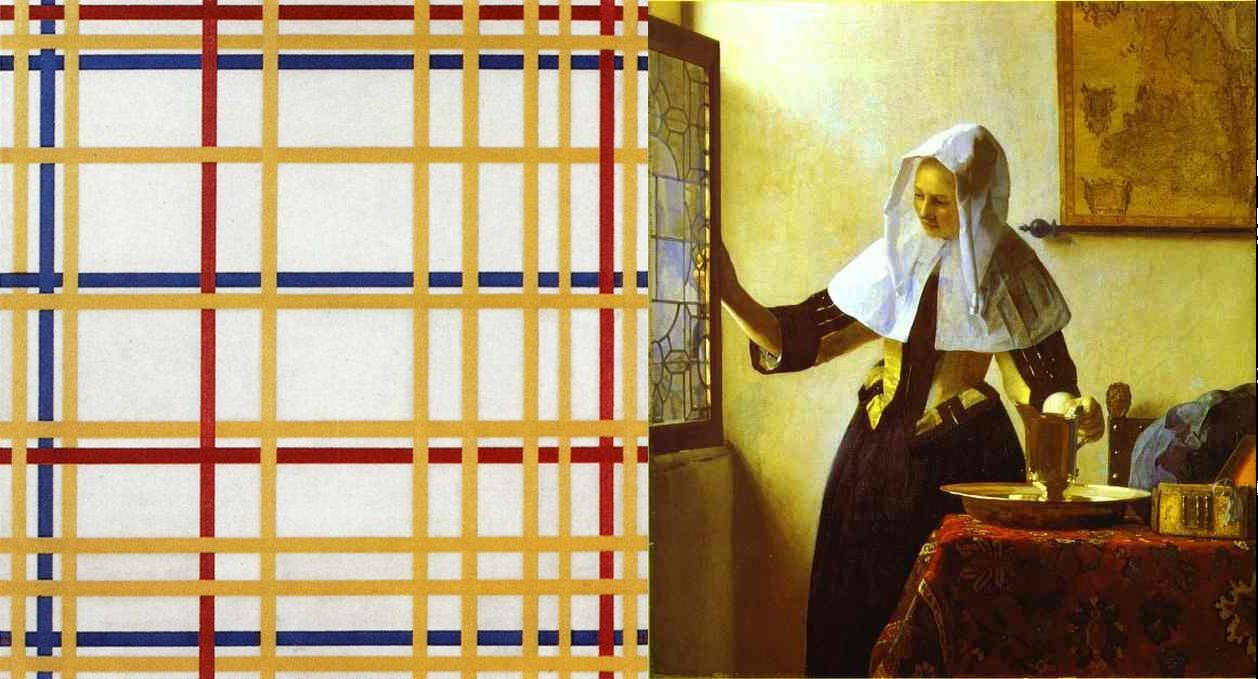
Mondrian - New York City 1942 + Vermeer - Young woman with a water pitcher – Tânără femeie cu o carafă